# 内伦吉佩泰
内伦吉佩泰（Nerunjipettai），是印度泰米尔纳德邦Erode县的一个城镇。总人口6372（2001年）。

## 人口
该地2001年总人口6372人，其中男性3282人，女性3090人；0—6岁人口689人，其中男346人，女343人；识字率52.51%，其中男性为61.55%，女性为42.91%。